# Angelo P. Graham
Angelo P. Graham (* 1947; † 7. November 2017) war ein US-amerikanischer Artdirector und Szenenbildner, der einen Oscar für das beste Szenenbild gewann und weitere dreimal für diesen Oscar sowie einen British Academy Film Award (BAFTA Film Award) für die beste Artdirection nominiert war.

## Leben
Graham begann seine Karriere als Artdirector und Szenenbildner in der Filmwirtschaft Hollywoods 1970 bei dem Film Little Big Man und wirkte bis 2000 an der szenischen Ausstattung von dreißig Filmen mit.
Bei der Oscarverleihung 1975 gewann er zusammen mit Dean Tavoularis und George R. Nelson den Oscar für das beste Szenenbild in Der Pate – Teil II (1974) von Francis Ford Coppola mit Al Pacino, Diane Keaton und Robert De Niro in den Hauptrollen.
Zusammen mit Tavoularis und Nelson war er 1979 auch für den Oscar in dieser Kategorie für die Krimikomödie Das große Dings bei Brinks (1978) von William Friedkin mit Peter Falk, Peter Boyle und Allen Garfield nominiert.
Eine weitere Oscar-Nominierung in dieser Kategorie erhielten er, Tavoularis und Nelson 1980 für den Kriegsfilm Apocalypse Now (1979) von Francis Ford Coppola mit den Hauptdarstellern Martin Sheen, Marlon Brando und Robert Duvall. 1984 war er außerdem für den BAFTA Film Award für das beste Szenenbild in WarGames – Kriegsspiele (1983) von John Badham mit Matthew Broderick, Dabney Coleman und Ally Sheedy nominiert. Zuletzt war Graham zusammen mit Mel Bourne und Bruce Weintraub bei der Oscarverleihung 1985 für das beste Szenenbild in dem Sportfilm Der Unbeugsame (1984) von Barry Levinson mit Robert Redford, Glenn Close und Robert Duvall in den Hauptrollen nominiert.

## Filmografie (Auswahl)
- 1970: Little Big Man
- 1972: Junior Bonner
- 1982: Einer mit Herz (One from the Heart)
- 1983: WarGames – Kriegsspiele (WarGames)
- 1995: Nine Months
- 2000: Die Legende von Bagger Vance (The Legend of Bagger Vance)

## Auszeichnungen
- 1975: Oscar für das beste Szenenbild